# Sporting Club Schiltigheim
Maillots
Le Sporting Club de Schiltigheim est un club de football français fondé en 1914 sous le nom SAEJ Schiltigheim.   
Le club, situé à Schiltigheim, ne commence ses activités réellement qu'après la Première Guerre mondiale et se fait remarquer dans les années 1930 où il remporte notamment la première Coupe nationale des juniors. Lors de la saison 2002-2003 de la Coupe de France football, le club réalise l'exploit d'arriver jusqu'en quart de finale. 
Le club évolue en Régional 1 depuis la saison 2023-2024.

## Histoire

### Débuts du club (1914-1945)
Le club est fondé le 1er mars 1914 sous le nom de Sports-Abteilung des Evangelischen Jugendbundes Schiltigheim.[réf. nécessaire] Le club adopte le nom de « Fussball-Klub Schiltigheim » en 1915. Après la Grande Guerre et le retour de l'Alsace sous l'autorité française, le club est rebaptisé « Sporting Club de Schiltigheim », nom qu'il conserve jusqu'à aujourd'hui (à l'exception de la période 1940-1944). Le club participe à sa première Coupe de France en 1920, mais est éliminé dès le 1er tour 3-1 par le RC Strasbourg.
La création des premiers championnats professionnels permet au club de lentement progresser, jusqu'à atteindre la Division d'Honneur en 1935. En 1937, le club remporte la première Coupe nationale des juniors (future Coupe Gambardella) : les Schilikois réalisent une égalité 1-1 mais gagnent le trophée car l'équipe est plus jeune. La même année, le club remporte le championnat d'Alsace et se qualifie pour le Championnat de France amateur de football. Il termine 3e de sa poule avec une seule victoire en 3 matchs. Jusqu'à la Seconde Guerre mondiale, le club se maintient en Division d'Honneur.
Durant la Seconde Guerre mondiale, l'Alsace est rattachée au Reich allemand, et les clubs alsaciens disputent les compétitions allemandes (et donc la Gauliga Elsass) entre 1940 et 1944. Durant la saison 1940-1941, le club termine second de la poule "Unterelsaß" (c'est-à-dire le Bas-Rhin), puis termine en milieu de tableau lors des autres saisons avec une seule poule.

### Pensionnaire régulier de Division d'Honneur (1945-1965)
En 1945, le club retrouve les championnats français et la Division d'Honneur, dans laquelle le Sporting s'installe jusqu'en jusqu'en 1965 (avec des allers-retours avec la division inférieure entre et 1949 et 1951 et entre 1954 et 1955). Le club termine généralement en milieu de tableau, avec pour meilleure performance une troisième place.

### Montée en puissance et découverte des championnats nationaux (1986-2009)
Sous la houlette du coach José Guerra, le club alors en CFA 2 va réaliser la plus belle page de son histoire lors de la saison 2002-2003 en Coupe de France. 
En effet, après avoir éliminé successivement Troyes (alors en Ligue 1), Beauvais (alors en Ligue 2), et Toulouse (alors en Ligue 2) au stade de l'Aar, le club s'incline devant Rennes en quarts de finale à la Meinau sur le score de 2 buts à 1 malgré un but rapide à la 2e minute de Spiewak, les Schilikois terminent cependant la rencontre à 10 après un deuxième carton jaune pour Wolghemuth à la 78e minute et encaissent deux buts à la 74e minute et à la 87e minute.
Le club du président Roland Weller évoluait depuis 2008-2009 en championnat DH de la Ligue d'Alsace de football après sa relégation de championnat de France Amateurs (CFA) au printemps 2007 et sa relégation de CFA 2 au printemps 2008.

### Une reconstruction difficile (depuis 2009)
Après un second titre de Champion d'Alsace, le club remonte en 2010 en CFA 2.
En 2012, le club ambitionne la montée en CFA.
Le club est promu en CFA (National 2) au terme de l'exercice 2016-2017.
Lors de la Coupe de France 2018-2019 le club se hissa jusqu’en 32e de finale, mais Schiltigheim s’incline 3-1 contre Dijon.

## Identité du club

### Écussons

Ancien logo.
Ancien logo jusqu'en 2018.
Logo depuis 2018.

## Palmarès et résultats sportifs

### Titres et trophées
- Championnat de France amateur 2 CFA 2 / National 3
- Premier du groupe C en 2003.
- 2eme du groupe D en 2017.
- Division 4 :
  - Premier du groupe C et vice-champion de France en 1993
- Championnat d'Alsace de football (2) :
  - Champion en 1991 et 2010.
- Coupe d'Alsace de football (7) :
  - Vainqueur en 1991, 1992, 1997, 1998, 2004, 2005 et 2012.
- Coupe de France :
  - Quarts de finale en 2003 contre le Stade rennais.

- Coupe nationale des juniors (devenue Coupe Gambardella en 1954) :
  - Vainqueur en 1937.
- Champion de France Juniors en 1936.
- Champion de France 14 ans en 2003.

### Parcours en Coupe de France
En Coupe de France de football 2002-2003, le SC Schiltigheim réalise un parcours remarquable en éliminant successivement l'ESTAC (L1), l'AS Beauvais (L2) et Toulouse FC (L2), avant d'être éliminé par le Stade rennais en quart de finale.
En 2019, le SC Schiltigheim se hisse jusqu’au 32e de finale avant d'être éliminé par Dijon (3-1)

### Bilan par saison
| Saison    | Championnat       | Classement | Classement | Classement | Pts | J | G | N | P | Bp | Bc | Diff | Coupe de France  | Championnat de France amateur |
| Saison    | Hiérarchie        | DH         | D2         | D3         | Pts | J | G | N | P | Bp | Bc | Diff | Coupe de France  | Championnat de France amateur |
| --------- | ----------------- | ---------- | ---------- | ---------- | --- | - | - | - | - | -- | -- | ---- | ---------------- | ----------------------------- |
| 1920-1921 |                   |            |            |            |     |   |   |   |   |    |    |      | 1er tour         | n'existe pas                  |
| 1921-1922 |                   |            |            |            |     |   |   |   |   |    |    |      |                  | n'existe pas                  |
| 1922-1923 |                   |            |            |            |     |   |   |   |   |    |    |      | joue le 2e tour  | n'existe pas                  |
| 1923-1924 |                   |            |            |            |     |   |   |   |   |    |    |      | 1er tour         | n'existe pas                  |
| 1924-1925 | Promotion         |            |            |            |     |   |   |   |   |    |    |      |                  | n'existe pas                  |
| 1925-1926 |                   |            |            |            |     |   |   |   |   |    |    |      |                  | n'existe pas                  |
| 1926-1927 | Promotion         |            |            |            |     |   |   |   |   |    |    |      | 1er tour         | n'existe pas                  |
| 1927-1928 | Ligue 2           |            |            |            |     |   |   |   |   |    |    |      | 3e tour,         | n'existe pas                  |
| 1928-1929 |                   |            |            |            |     |   |   |   |   |    |    |      |                  | n'existe pas                  |
| 1929-1930 | Ligue 2           |            |            |            |     |   |   |   |   |    |    |      | 1er tour         | n'existe pas                  |
| 1930-1931 | Première Division |            |            |            |     |   |   |   |   |    |    |      | 2e tour          | n'existe pas                  |
| 1931-1932 | Première Division |            |            |            |     |   |   |   |   |    |    |      |                  | n'existe pas                  |
| 1932-1933 | Première Division |            |            |            |     |   |   |   |   |    |    |      | 2e tour          | n'existe pas                  |
| 1933-1934 | Première Division |            |            |            |     |   |   |   |   |    |    |      | 1er tour         | n'existe pas                  |
| 1934-1935 | Première Division |            |            |            |     |   |   |   |   |    |    |      | passe le 2e tour |                               |
| 1935-1936 | DH Alsace         |            |            |            |     |   |   |   |   |    |    |      |                  |                               |
| 1936-1937 | DH Alsace         | 1er        |            |            |     |   |   |   |   |    |    |      |                  | 3e de la poule C              |
| 1937-1938 | DH Alsace         |            |            |            |     |   |   |   |   |    |    |      | 4e tour          |                               |
| 1938-1939 | DH Alsace         |            |            |            |     |   |   |   |   |    |    |      | 2e tour          |                               |
| 1939-1940 | DH Alsace         |            |            |            |     |   |   |   |   |    |    |      |                  |                               |

| 2e Guerre Mondiale : participations aux championnats allemands | 2e Guerre Mondiale : participations aux championnats allemands | 2e Guerre Mondiale : participations aux championnats allemands | 2e Guerre Mondiale : participations aux championnats allemands | 2e Guerre Mondiale : participations aux championnats allemands | 2e Guerre Mondiale : participations aux championnats allemands | 2e Guerre Mondiale : participations aux championnats allemands | 2e Guerre Mondiale : participations aux championnats allemands | 2e Guerre Mondiale : participations aux championnats allemands | 2e Guerre Mondiale : participations aux championnats allemands | 2e Guerre Mondiale : participations aux championnats allemands | Coupe d'Allemagne |
| Saison                                                         | Championnat                                                    | Classement                                                     | Pts                                                            | J                                                              | G                                                              | N                                                              | P                                                              | Bp                                                             | Bc                                                             | Diff                                                           | Coupe d'Allemagne |
| 1940-1941                                                      | Gauliga Elsass, groupe 1                                       | 2/8                                                            | 22                                                             | 14                                                             | 10                                                             | 2                                                              | 2                                                              | 43                                                             | 21                                                             | +22                                                            | non qualifié      |
| 1941-1942                                                      | Gauliga Elsass                                                 | 5/11                                                           | 24                                                             | 22                                                             | 10                                                             | 4                                                              | 8                                                              | 46                                                             | 41                                                             | +5                                                             | non qualifié      |
| 1942-1943                                                      | Gauliga Elsass                                                 | 5/10                                                           | 13                                                             | 18                                                             | 6                                                              | 1                                                              | 11                                                             | 36                                                             | 56                                                             | -20                                                            | non qualifié      |
| 1943-1944                                                      | Gauliga Elsass                                                 | 8/10                                                           | 13                                                             | 18                                                             | 5                                                              | 3                                                              | 10                                                             | 19                                                             | 59                                                             | -40                                                            | non qualifié      |
| 1944-1945                                                      | Gauliga Elsass                                                 | annulée                                                        | annulée                                                        | annulée                                                        | annulée                                                        | annulée                                                        | annulée                                                        | annulée                                                        | annulée                                                        | annulée                                                        | annulée           |

| Retour aux championnats français | Retour aux championnats français | Retour aux championnats français | Retour aux championnats français | Retour aux championnats français | Retour aux championnats français | Retour aux championnats français | Retour aux championnats français | Retour aux championnats français | Retour aux championnats français | Retour aux championnats français | Retour aux championnats français | Retour aux championnats français | Coupe de France | Coupe d'Alsace |
| Saison                           | Championnat                      | D3                               | D4                               | DH                               | Pts                              | J                                | G                                | N                                | P                                | Bp                               | Bc                               | Diff                             | Coupe de France | Coupe d'Alsace |
| -------------------------------- | -------------------------------- | -------------------------------- | -------------------------------- | -------------------------------- | -------------------------------- | -------------------------------- | -------------------------------- | -------------------------------- | -------------------------------- | -------------------------------- | -------------------------------- | -------------------------------- | --------------- | -------------- |
| 1945-1946                        | DH Alsace 67                     |                                  |                                  | 5/9                              | 16                               | 16                               | 5                                | 6                                | 5                                | 34                               | 36                               | -2                               |                 | n'existe pas   |
| 1946-1947                        | DH Alsace 67                     |                                  |                                  | 6/12                             |                                  |                                  |                                  |                                  |                                  |                                  |                                  |                                  |                 |                |
| 1947-1948                        | DH Alsace                        |                                  |                                  | 7/12                             | 22                               | 22                               | 8                                | 6                                | 8                                | 42                               | 55                               | -13                              |                 |                |
| 1948-1949                        | DH Alsace                        |                                  |                                  | 9/9                              | 6                                | 16                               | 3                                | 0                                | 13                               | 16                               | 50                               | -34                              |                 |                |
| 1949-1950                        |                                  |                                  |                                  |                                  |                                  |                                  |                                  |                                  |                                  |                                  |                                  |                                  |                 |                |
| 1950-1951                        |                                  |                                  |                                  |                                  |                                  |                                  |                                  |                                  |                                  |                                  |                                  |                                  |                 |                |
| 1951-1952                        | DH Alsace                        |                                  |                                  | 8/13                             | 24                               | 24                               | 9                                | 6                                | 9                                | 38                               | 47                               | -9                               |                 |                |
| 1952-1953                        | DH Alsace                        |                                  |                                  | 9/12                             | 21                               | 22                               | 8                                | 5                                | 9                                | 28                               | 36                               | -8                               |                 |                |
| 1953-1954                        | DH Alsace                        |                                  |                                  | 13/13                            | 17                               | 24                               | 6                                | 5                                | 13                               | 23                               | 38                               | -15                              |                 |                |
| ...                              |                                  |                                  |                                  |                                  |                                  |                                  |                                  |                                  |                                  |                                  |                                  |                                  |                 |                |
| 1956-1957                        | DH Alsace                        |                                  |                                  | 10/13                            | 20                               | 24                               | 10                               | 0                                | 14                               | 39                               | 39                               | 0                                |                 |                |
| 1957-1958                        | DH Alsace                        |                                  |                                  | 4/12                             | 28                               | 22                               | 11                               | 6                                | 5                                | 38                               | 20                               | 18                               |                 |                |
| 1958-1959                        | DH Alsace                        |                                  |                                  | 6/12                             | 22                               | 22                               | 10                               | 2                                | 10                               | 47                               | 52                               | -5                               |                 |                |
| 1959-1960                        | DH Alsace                        |                                  |                                  | 7/12                             | 19                               | 22                               | 9                                | 1                                | 12                               | 33                               | 54                               | -21                              |                 |                |
| 1960-1961                        | DH Alsace                        |                                  |                                  | 10/12                            | 16                               | 22                               | 5                                | 6                                | 11                               | 32                               | 52                               | -20                              |                 |                |
| 1961-1962                        | DH Alsace                        |                                  |                                  | 5/12                             | 23                               | 22                               | 8                                | 7                                | 7                                | 26                               | 29                               | -3                               |                 |                |
| 1962-1963                        | DH Alsace                        |                                  |                                  | 3/12                             | 25                               | 22                               | 10                               | 5                                | 7                                | 38                               | 30                               | 8                                |                 |                |
| 1963-1964                        | DH Alsace                        |                                  |                                  | 6/12                             | 21                               | 22                               | 8                                | 5                                | 9                                | 29                               | 35                               | -6                               |                 |                |
| 1964-1965                        | DH Alsace                        |                                  |                                  | 11/12                            | 7                                | 22                               | 1                                | 5                                | 16                               | 24                               | 52                               | -28                              |                 |                |
| ...                              |                                  |                                  |                                  |                                  |                                  |                                  |                                  |                                  |                                  |                                  |                                  |                                  |                 |                |
| 1985-1986                        | DH Alsace                        |                                  |                                  | 6/14                             | 29                               | 26                               | 10                               | 9                                | 7                                | 36                               | 26                               | 10                               |                 |                |
| 1986-1987                        | DH Alsace                        |                                  |                                  | 3/14                             | 31                               | 26                               | 11                               | 9                                | 6                                | 30                               | 27                               | 3                                |                 |                |
| 1987-1988                        | DH Alsace                        |                                  |                                  | 7/14                             | 25                               | 26                               | 7                                | 11                               | 8                                | 34                               | 34                               | 0                                |                 |                |
| 1988-1989                        | DH Alsace                        |                                  |                                  | 3/14                             | 33                               | 26                               | 11                               | 11                               | 4                                | 40                               | 28                               | 12                               |                 |                |
| 1989-1990                        | DH Alsace                        |                                  |                                  | 6/14                             | 27                               | 26                               | 10                               | 7                                | 9                                | 56                               | 31                               | 25                               |                 |                |
| 1990-1991                        | DH Alsace                        |                                  |                                  | 1/14                             | 42                               | 26                               | 19                               | 4                                | 3                                | 64                               | 15                               | 49                               | 8e tour         | Vainqueur      |
| 1991-1992                        | Division 4, groupe C             |                                  | 3/14                             |                                  | 29                               | 26                               | 12                               | 5                                | 9                                | 47                               | 31                               | +16                              | 8e tour         | Vainqueur      |
| 1992-1993                        | Division 4 groupe C              |                                  | 1/14                             |                                  | 43                               | 26                               | 19                               | 5                                | 2                                | 57                               | 15                               | +42                              |                 |                |

| Réorganisation des championnats nationaux | Réorganisation des championnats nationaux | Réorganisation des championnats nationaux | Réorganisation des championnats nationaux | Réorganisation des championnats nationaux | Réorganisation des championnats nationaux | Réorganisation des championnats nationaux | Réorganisation des championnats nationaux | Réorganisation des championnats nationaux | Réorganisation des championnats nationaux | Réorganisation des championnats nationaux | Réorganisation des championnats nationaux | Réorganisation des championnats nationaux | Coupe de France | Coupe d'Alsace |
| Saison                                    | Championnat                               | D4                                        | D5                                        | DH                                        | Pts                                       | J                                         | G                                         | N                                         | P                                         | Bp                                        | Bc                                        | Diff                                      | Coupe de France | Coupe d'Alsace |
| ----------------------------------------- | ----------------------------------------- | ----------------------------------------- | ----------------------------------------- | ----------------------------------------- | ----------------------------------------- | ----------------------------------------- | ----------------------------------------- | ----------------------------------------- | ----------------------------------------- | ----------------------------------------- | ----------------------------------------- | ----------------------------------------- | --------------- | -------------- |
| 1993-1994                                 | National 2, groupe A                      | 3/18                                      |                                           |                                           | 42                                        | 34                                        | 15                                        | 12                                        | 7                                         | 62                                        | 34                                        | +28                                       |                 |                |
| 1994-1995                                 | National 2, groupe A                      | 3/18                                      |                                           |                                           | 42                                        | 34                                        | 15                                        | 12                                        | 7                                         | 45                                        | 28                                        | +17                                       | 1/32 de finale  |                |
| 1995-1996                                 | National 2, groupe C                      | 9/18                                      |                                           |                                           | 41                                        | 34                                        | 10                                        | 11                                        | 13                                        | 36                                        | 47                                        | -11                                       | 8e tour         | Vainqueur      |
| 1996-1997                                 | National 2, groupe A                      | 13/18                                     |                                           |                                           | 40                                        | 34                                        | 10                                        | 10                                        | 14                                        | 41                                        | 44                                        | -3                                        | 1/32 de finale  |                |
| 1997-1998                                 | CFA 2, groupe C                           |                                           | 3/16                                      |                                           | 52                                        | 28                                        | 16                                        | 4                                         | 8                                         | 67                                        | 37                                        | +30                                       | 8e tour         | Vainqueur      |
| 1998-1999                                 | CFA 2, groupe B                           |                                           | 4/16                                      |                                           | 87                                        | 30                                        | 16                                        | 9                                         | 5                                         | 56                                        | 30                                        | +26                                       |                 |                |
| 1999-2000                                 | CFA 2, groupe B                           |                                           | 5/16                                      |                                           | 85                                        | 30                                        | 16                                        | 7                                         | 7                                         | 58                                        | 32                                        | +26                                       | 1/32 de finale  |                |
| 2000-2001                                 | CFA 2, groupe C                           |                                           | 3/16                                      |                                           | 81                                        | 30                                        | 15                                        | 6                                         | 9                                         | 52                                        | 34                                        | +18                                       |                 |                |
| 2001-2002                                 | CFA 2, groupe C                           |                                           | 9/16                                      |                                           | 63                                        | 30                                        | 8                                         | 9                                         | 13                                        | 32                                        | 44                                        | -12                                       | 8e tour         |                |
| 2002-2003                                 | CFA 2, groupe C                           |                                           | 1/16                                      |                                           | 93                                        | 30                                        | 19                                        | 6                                         | 5                                         | 70                                        | 31                                        | +39                                       | 1/4 de finale   |                |
| 2003-2004                                 | CFA, groupe B                             | 12/18                                     |                                           |                                           | 76                                        | 34                                        | 11                                        | 9                                         | 14                                        | 42                                        | 49                                        | -7                                        | 7e tour         | Vainqueur      |
| 2004-2005                                 | CFA, groupe B                             | 7/18                                      |                                           |                                           | 83                                        | 34                                        | 14                                        | 7                                         | 13                                        | 48                                        | 45                                        | +3                                        | 1/32 de finale  | Vainqueur      |
| 2005-2006                                 | CFA, groupe A                             | 15/18                                     |                                           |                                           | 71                                        | 34                                        | 10                                        | 7                                         | 17                                        | 35                                        | 48                                        | -13                                       |                 |                |
| 2006-2007                                 | CFA, groupe B                             | 18/18                                     |                                           |                                           | 65                                        | 34                                        | 8                                         | 7                                         | 19                                        | 44                                        | 61                                        | -17                                       | 7e tour         |                |
| 2007-2008                                 | CFA 2, groupe B                           |                                           | 14/16                                     |                                           | 60                                        | 30                                        | 9                                         | 3                                         | 18                                        | 32                                        | 53                                        | -21                                       |                 |                |
| 2008-2009                                 | DH Alsace                                 |                                           |                                           | 2/14                                      | 75                                        | 26                                        | 14                                        | 7                                         | 5                                         | 47                                        | 28                                        | +19                                       | 5e tour         |                |
| 2009-2010                                 | DH Alsace                                 |                                           |                                           | 1/14                                      | 82                                        | 26                                        | 17                                        | 5                                         | 4                                         | 50                                        | 22                                        | +28                                       | 4e tour         |                |
| 2010-2011                                 | CFA 2, groupe C                           |                                           | 6/16                                      |                                           | 76                                        | 30                                        | 13                                        | 7                                         | 10                                        | 37                                        | 29                                        | +8                                        | 8e tour         |                |
| 2011-2012                                 | CFA 2, groupe C                           |                                           | 7/16                                      |                                           | 77                                        | 30                                        | 15                                        | 2                                         | 13                                        | 44                                        | 39                                        | +5                                        | 8e tour         | Vainqueur      |
| 2012-2013                                 | CFA 2, groupe C                           |                                           | 9/14                                      |                                           | 62                                        | 26                                        | 9                                         | 9                                         | 8                                         | 41                                        | 43                                        | -2                                        | 6e tour         | 1/8 de finale  |
| 2013-2014                                 | CFA 2, groupe C                           |                                           | 7/14                                      |                                           | 61                                        | 26                                        | 11                                        | 2                                         | 13                                        | 44                                        | 45                                        | -1                                        | 8e tour         | 1/2-finale     |
| 2014-2015                                 | CFA 2, groupe E                           |                                           | 7/14                                      |                                           | 58                                        | 26                                        | 9                                         | 5                                         | 12                                        | 29                                        | 34                                        | -5                                        | 5e tour         | 1/2-finale     |
| 2015-2016                                 | CFA 2, groupe F                           |                                           | 6/14                                      |                                           | 62                                        | 26                                        | 9                                         | 9                                         | 8                                         | 37                                        | 32                                        | +5                                        | 7e tour         | 1/8 de finale  |
| 2016-2017                                 | CFA 2, groupe D                           |                                           | 2/14                                      |                                           | 53                                        | 26                                        | 16                                        | 5                                         | 5                                         | 45                                        | 17                                        | +28                                       | 4e tour         | 1/16 de finale |
| 2017-2018                                 | National 2, groupe B                      | 5/16                                      |                                           |                                           | 50                                        | 30                                        | 14                                        | 8                                         | 8                                         | 47                                        | 35                                        | +12                                       | 1/32 de finale  | 1/32 de finale |

| Réorganisation des compétitions régionales | Réorganisation des compétitions régionales | Réorganisation des compétitions régionales | Réorganisation des compétitions régionales | Réorganisation des compétitions régionales | Réorganisation des compétitions régionales | Réorganisation des compétitions régionales | Réorganisation des compétitions régionales | Réorganisation des compétitions régionales | Réorganisation des compétitions régionales | Réorganisation des compétitions régionales | Réorganisation des compétitions régionales | Réorganisation des compétitions régionales | Coupe de France | Coupe du Grand Est       |
| Saison                                     | Championnat                                | D4                                         | D5                                         | R1                                         | Pts                                        | J                                          | G                                          | N                                          | P                                          | Bp                                         | Bc                                         | Diff                                       | Coupe de France | Coupe du Grand Est       |
| ------------------------------------------ | ------------------------------------------ | ------------------------------------------ | ------------------------------------------ | ------------------------------------------ | ------------------------------------------ | ------------------------------------------ | ------------------------------------------ | ------------------------------------------ | ------------------------------------------ | ------------------------------------------ | ------------------------------------------ | ------------------------------------------ | --------------- | ------------------------ |
| 2018-2019                                  | National 2, groupe D                       | 7/16                                       |                                            |                                            | 42                                         | 30                                         | 11                                         | 9                                          | 10                                         | 40                                         | 38                                         | +2                                         | 1/32 de finale  | 1/32 de finale (réserve) |
| 2019-2020                                  | National 2, groupe A                       | 11/16                                      |                                            |                                            | 22                                         | 21                                         | 6                                          | 4                                          | 11                                         | 26                                         | 36                                         | -10                                        | 6e tour         | 1/32 de finale (réserve) |
| 2020-2021                                  | National 2, groupe B                       | en cours                                   | en cours                                   | en cours                                   | en cours                                   | en cours                                   | en cours                                   | en cours                                   | en cours                                   | en cours                                   | en cours                                   | en cours                                   | 1/32 de finale  | en cours                 |

| Champion/Vainqueur | Promu | Relégué | Championnat national |

## Personnalités du club

### Joueurs passés
- Michaël Cuisance
- Vincent Nogueira
- Alharbi El Jadeyaoui
- Gauthier Ott
- Benjamin Genghini
- Jean-Alain Fanchone
- Larsen Touré
- Rayane Boukemia
- Reda Bellahcene
- Simon Zenke
- Lhadji Badiane
- Tommy de Jong
- Stéphane Besle
- Thierry Debès
- Martin Djetou
- Moussa Koita
- Stéphane Lemarchand
- Romain Reynaud
- Éric Vogel
- Jean Wendling
- José Guerra

## Équipe féminine
L'équipe féminine remporte le championnat de France de Division 2 en 2000. Elle joue ensuite deux saisons en Division 1 en 2000-2001 et 2001-2002. Elle est dissoute en 2004, mais recrée en 2020. Elle repart dans la plus base division départementales, le District 2.